# Yvoir
Yvoirlà một đô thị ở tỉnh Namur. Tại thời điểm ngày 1 tháng 1 năm 2006, đô thị này có dân số 8.450 người. Tổng diện tích là 56,84 km², mật độ dân số là 149 người trên mỗi km². Đô thị này còn bao gồm các làng Dorinne, Durnal, Evrehailles, Godinne, Houx, Mont, Purnode, Spontin và Yvoir.

## Liên kết ngoài

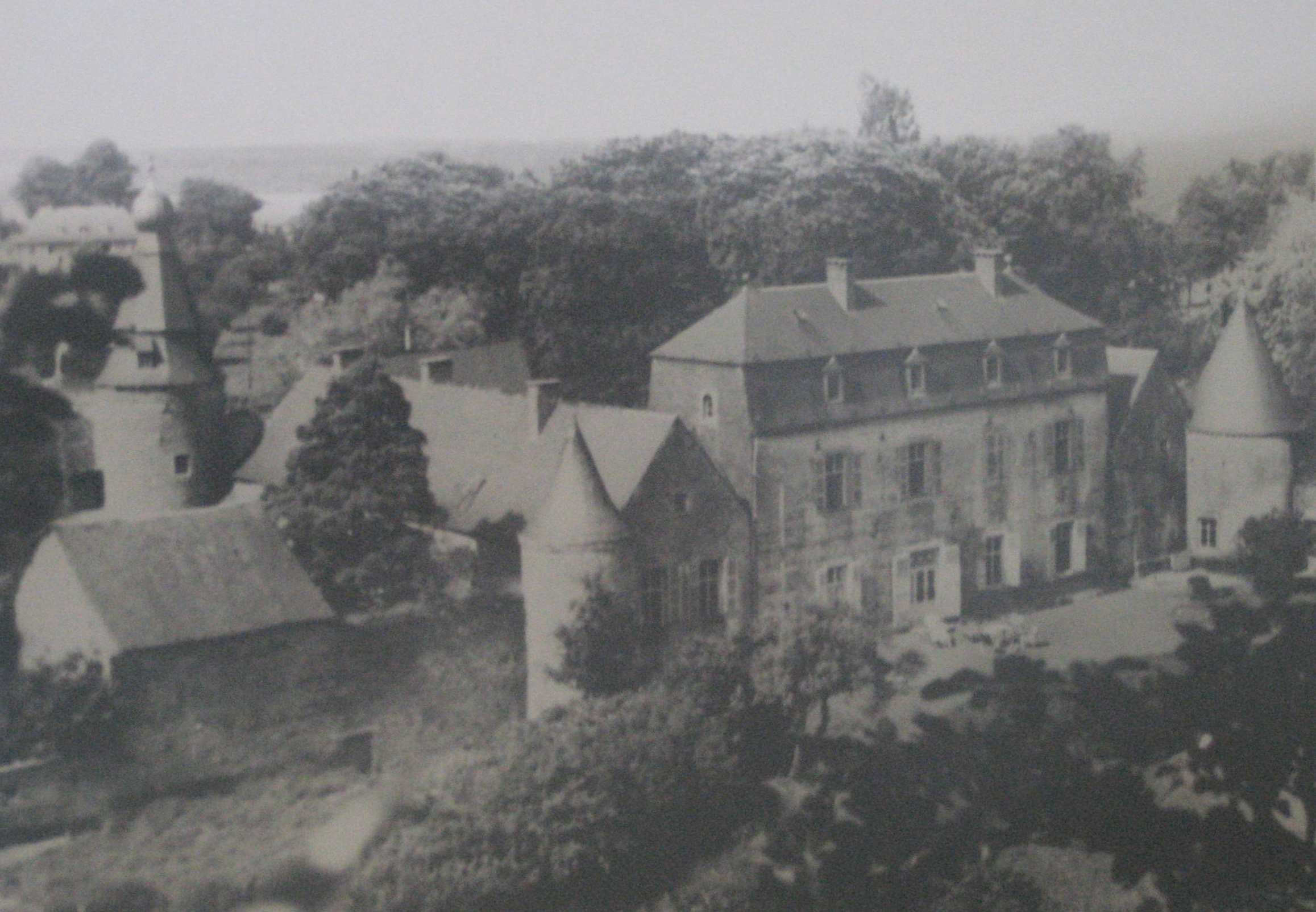
Lâu đài Evrehailles.

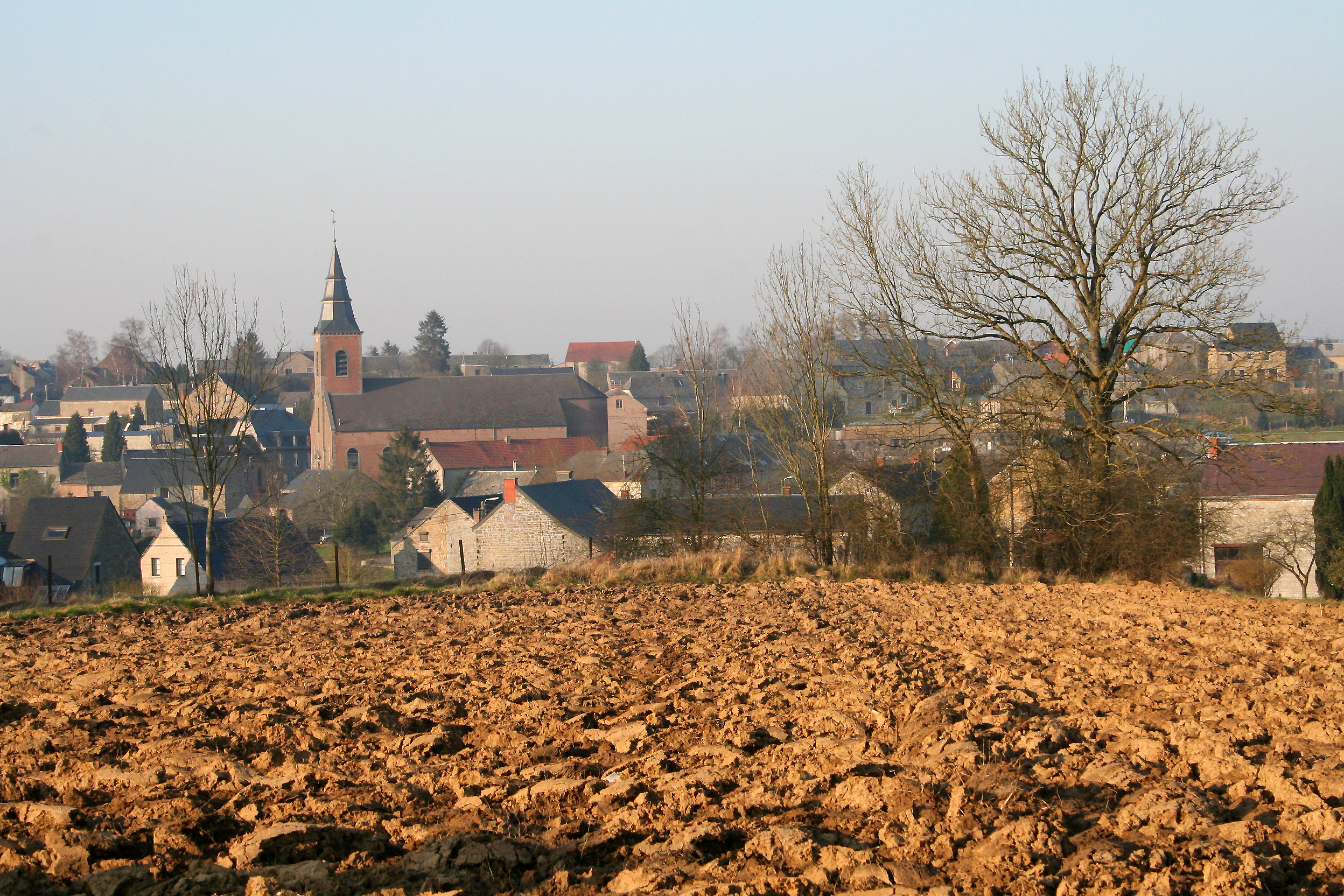
Évrehailles.